# Melamphaes danae
Melamphaes danae är en fiskart som beskrevs av Ebeling 1962. Melamphaes danae ingår i släktet Melamphaes och familjen Melamphaidae. Inga underarter finns listade i Catalogue of Life.